# Jack Dylan Grazer
Jack Dylan Grazer (Los Angeles, 3 de setembro de 2003) é um ator americano. Ele interpretou Eddie Kaspbrak na adaptação para o cinema de It de Stephen King e reprisou seu papel na sequência do filme em 2019. Ele também estrelou na série da CBS Me, Myself & I, e interpretou Freddy Freeman no filme Shazam! da DC Comics de 2019.

## Vida pessoal
Grazer nasceu em Los Angeles, filho de Angela Lafever e Gavin Grazer. Seu tio é o produtor Brian Grazer. Em 2018, o The Hollywood Reporter o nomeou uma das 30 principais estrelas com menos de 18 anos. Grazer patrocina uma bolsa de estudos na Adderley School, onde ele é ex-aluno, para dois estudantes anualmente.
Se assumiu bissexual em uma live no Instagram.

## Filmografia

### Filme

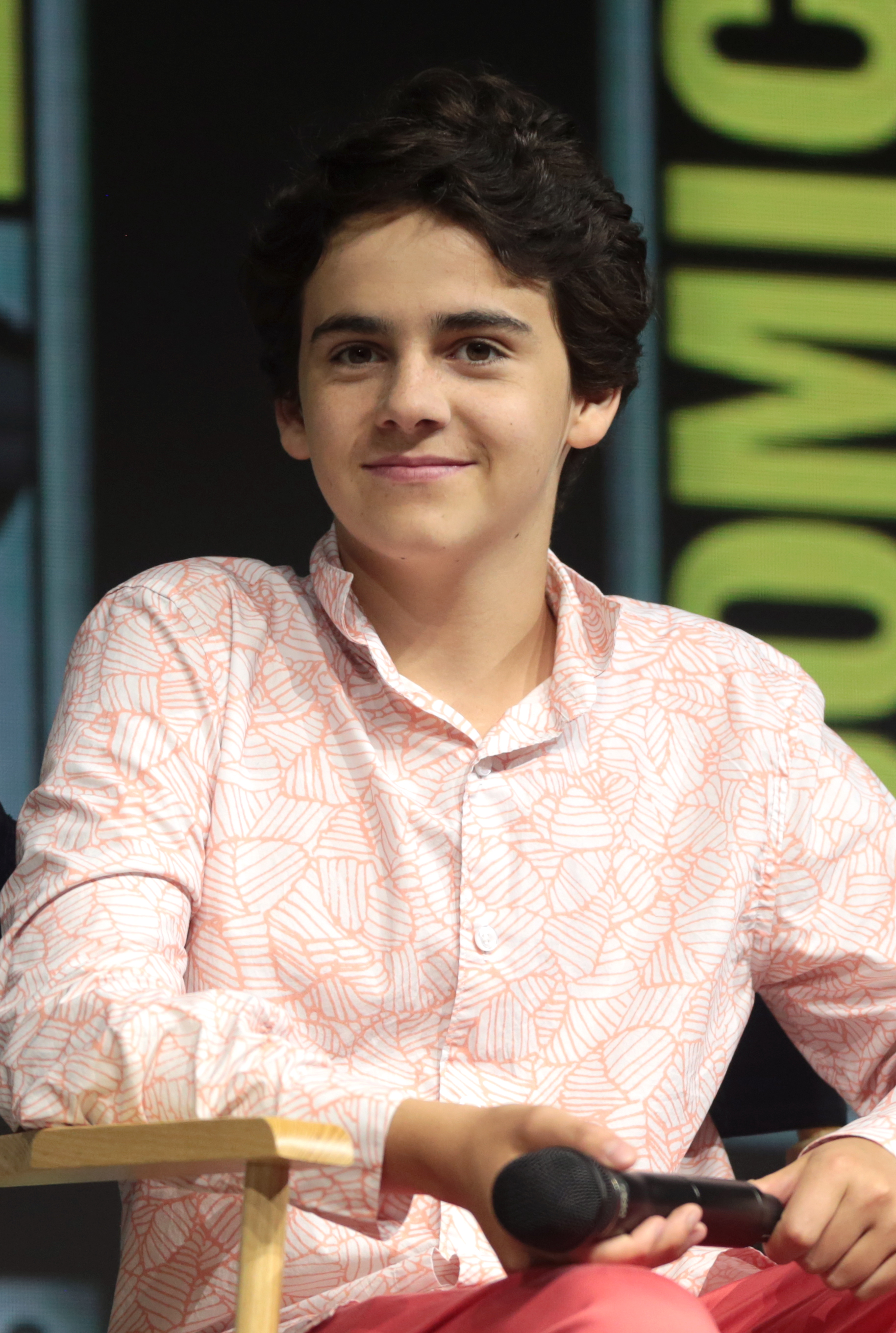
Grazer na San Diego Comic-Con 2018

| Ano  | Título                    | Papel                  | Notas        | Ref.   |
| ---- | ------------------------- | ---------------------- | ------------ | ------ |
| 2015 | Tales of Halloween        | Joey Stranger (jovem)  |              | [ 5 ]  |
| 2017 | It                        | Eddie Kaspbrak         |              | [ 5 ]  |
| 2017 | Scales: Mermaids Are Real | Adam Wilts             |              | [ 5 ]  |
| 2018 | Beautiful Boy             | Nic Sheff, 12 anos     |              | [ 11 ] |
| 2019 | It Chapter Two            | Eddie Kaspbrak (jovem) |              | [ 11 ] |
| 2019 | Shazam!                   | Freddy Freeman         |              | [ 12 ] |
| TBA  | Don't Tell a Soul         | Joey Chambliss         | Concluído    | [ 13 ] |
| 2021 | Luca                      | Alberto Scorfano       |              |        |
| 2021 | Ron's Gone Wrong          | Barney                 |              |        |
| 2023 | Shazam!: Fury of the Gods | Freddy Freeman         | Pré-Produção |        |

### Televisão
| Ano       | Título                                   | Papel              | Notas                                                                          | Ref.   |
| --------- | ---------------------------------------- | ------------------ | ------------------------------------------------------------------------------ | ------ |
| 2014      | The Greatest Event in Television History | Son                | Episódio: "Bosom Buddies"                                                      | [ 5 ]  |
| 2015      | Comedy Bang! Bang!                       | Kayden Aukerman    | Episódio: "Jesse Tyler Ferguson Wears a Brown Checked Shirt and Stripey Socks" | [ 5 ]  |
| 2017–2018 | Me, Myself & I                           | Alex Riley (jovem) | 10 episódios                                                                   | [ 5 ]  |
| 2018      | Speechless                               | Rev                | Episódio: "E-I-- EIGHTEEN"                                                     | [ 14 ] |
| 2019      | Robot Chicken                            | Freddy Freeman     | Papel de voz; Shazam! promoção                                                 | [ 15 ] |
| 2020      | We Are Who We Are                        | Fraser Wilson      |                                                                                | [ 16 ] |

## Prêmios e indicações
| Ano  | Associação                    | Categoria                    | Trabalho indicado | Resultado | Ref.   |
| ---- | ----------------------------- | ---------------------------- | ----------------- | --------- | ------ |
| 2017 | Fright Meter Awards           | Best Supporting Actor        | It                | Indicado  | [ 17 ] |
| 2018 | MTV Movie & TV Awards         | Best On-Screen Team          | It                | Venceu    | [ 18 ] |
| 2019 | Hollywood Critics Association | Next Generation of Hollywood | —                 | Venceu    | [ 19 ] |